# Euclides (metge segle V aC)
Euclides (en grec antic Εὐκλείδης) va ser un metge grec que hauria viscut entre el segle vi aC i el segle v aC ja que apareix en una carta que li va dirigir suposadament Teano l'esposa de Pitàgoras.